# Василий Лунийский
Василий (IV век) — святой епископ Лунийский. День памяти — 28 октября.
Святой Василий традиционно считается первым епископом епархии Луни, однако иногда его считают  вторым епископом епархии. О его жизни ничего не известно, но его существование не вызывает сомнений: в VII веке, как видно из надписей, местная церковь имела имя Ecclesia Basiliana. Кроме того, Сарцанский собор изначально был церковью, также посвященной святому Василию. 
В местном церковном календаре, о чем свидетельствует кодекс XIII века в сарцанском капитулярном архиве, память святого совершалась 28 октября. В настоящее время имя святого не включено в Римский мартиролог.